# Ouitenga-Poécin
Ouitenga-Poécin, également orthographié Ouitenga-Poécé, est un village du département et la commune rurale de Korsimoro, situé dans la province du Sanmatenga et la région du Centre-Nord au Burkina Faso.

## Géographie

### Démographie
- En 2003 le village comptait 1 146 habitants estimés[2].
- En 2006 le village comptait 1 250 habitants recensés[1].

## Éducation et santé
Le centre de soins le plus proche de Ouitenga-Poécin est le centre de santé et de promotion sociale (CSPS) de Korsimoro tandis que le centre hospitalier régional (CHR) se trouve à Kaya.
Ouitenga-Poécin possède une école primaire publique.